# Univers del discurs (dret)
L'univers del discurs (o UD), en dogmàtica jurídica, és el conjunt de tots els casos o situacions que comparteixen una (o més d'una) propietat. La propietat defineix el conjunt i determina els elements que en formen part. Per exemple, la propietat «entrada a un domicili aliè» defineix un univers del discurs que està format per totes les situacions en què es pot considerar que una conducta constitueix l'entrada a un domicili aliè. L'UD és un concepte que forma part del model d'anàlisi lògica de sistemes normatius, desenvolupat principalment per Carlos Alchourrón i Eugenio Bulygin en l'obra Normative systems (1971). Segons aquest model, determinar l'univers del discurs és el primer pas per resoldre un problema normatiu.